# Lokossa
Lokossa er et arrondissement, en kommune, og hovedstad i departementet Mono i Benin. Navnet Lokossa kan oversættet til "under iroko-træet".
Kommunen dækker et areal på 260 kvadratkilometer og havde i 2002 en befolkning på 77.065 mennesker.